# Jdiriya
Jdiriya (en àrab أجديرية, Ajdīriyya; en amazic ⵊⴷⵉⵢⵔⵉⵢⴰ) és un localitat del Sàhara Occidental ocupada pel Marroc, qui l'ha integrat en la província d'Es-Semara a la regió de Laâyoune-Sakia El Hamra. Segons el cens de 2014 tenia una població total de 248 persones Es troba a 150 kilòmetres al nord de Tifariti i 60 kilòmetres al nord-est de Haouza.
Les tropes espanyoles estacionades a la localitat s'hi van retirar l'octubre de 1975, en començar la Marxa Verda. El 31 d'octubre del 1975 les tropes marroquines van entrar a la frontera i ocuparen Jdiriya, on s'enfrontaren al Polisario abans de controlar totalment la vila.